# فندق شانغريلا في سنغافورة
فندق شانغريلا سنغافورة هو فندق فاخر من فئة الخمس نجوم يقع على الطريق غروف أورانج شارع اورشارد سنغافورة.
افتتح يوم 23 أبريل 1971 و يقع الفندق الرائد أول فندق شانغريلا للفنادق والمنتجعات. ويحتوي الفندق على 747 غرفة وجناحا موزعة على جناح البرج وحديقة الجناح ووادي الجناح، 127 شقة فندقية و 55 وحدة سكنية فاخرة ويضم الفندق 15 فدانا من الحدائق التي يمكن رؤيتها من خلال الجدران الزجاجية تضم المناطق اللوبي وتناول الطعام وكان يشار اليه باسم «حديقة نباتية أخرى في سنغافورة». وقد فاز أيضا على العديد من الجوائز، بما في ذلك موقع TripAdvisor Traveller Choice 2012 : أعلى 25 فنادق في سنغافورة 
الفندق هو المضيف السنوي لاجتماع وزراء الدفاع ورؤساء دائم من الوزارات والقادة العسكريين من 28 دول منطقة آسيا والمحيط الهادئ منذ عام 2002 و التي أصبحت تعرف باسم شانغريلا الحوار. وفي 7 نوفمبر 2015 الفندق يقدم كمكان للاجتماع التاريخي بين جمهورية الصين الشعبية من الرئيس الصيني شي جين بينغ والرئيس جمهورية الصين التايواني ما يينغ جيو أول لقاء بين زعيم والبر الرئيسى للصين وتايوان منذ الثورة الشيوعية 1949 الصينية.

## حديقة الجناح
حديقة الجناح الذي افتتح في عام 1978 و تم وضع باعتباره ملاذا استوائيا في المدينة وكان غرفة فاخرة وغرف رئيس الوزراء الزاوية والأجنحة واحدة وغرفتي نوم وإلى جانب هذه الغرف على غرار منتجع كان هناك 15 فدان (6.1 هكتار) من المناظر الطبيعية الاستوائية داخل الجناح الذي كان موطن لأكثر من 110 نوعا من النباتات والزهور والأشجار والتي شملت شلال المتتالية وبركة كوي وكان جناح الحديقة أيضا مطعم يسمى الشلال مقهى حيث يمكن للنزلاء تناول الطعام قبل حمام السباحة في الفندق
و في عام 2011 أغلقت جناح الحديقة لتجديد وإعادة فتح على 31 مايو 2012  بعد ثمانية أشهر من التجديد التي تكلف 66 دولار سنغافورى بينما تبقى 15 فدانا من الحدائق الاستوائية والخيارات غرفة في جناح الحديقة الآن تشمل غرف فاخرة وأجنحة بغرفة نوم واحدة وأجنحة رئيس الوزراء شرفة وبالإضافة إلى التغييرات الغرفة كما تم إدخال الطعام والعافية خيارات جديدة وفتح واترفال وهو مستوحاة من البحر الأبيض المتوسط التي تدور حول المأكولات الصحية في 19 يوليو 2012 و فتح شي هش آي سبا في فندق شانغريلا وهي خدمة سبا سيغنشر من قبل فندق شانغريلا ومنتجعات المجموعة يوم 7 ديسمبر عام 2012.

## وادي الجناح
و في عام 1985 فتح وادي الجناح هو الجناح الحصري للفندق ويلبي المسافرين الفخمة الراقية والغرف المتوفرة في الجناح وادي هي غرف ديلوكس و 1- أجنحة غرفة نوم وأجنحة فاخرة و 2- غرفة نوم جناح وجناح شانغريلا الرئاسي.

### المطاعم في الفندق
ويتم تشغيل منافذ الطعام والمشروبات في فندق شانغريلا في سنغافورة من قبل نفس الإدارة.
- المحكمة اللوبي
- لابي كورت
- نادامن
- روز ويراندا
- شانغ باليس
- دي لاين
- دي لاين شاب
- واتبر فال كيف

## سبا في فندق
و قد شي هش سبا في شانغريلا خدمة سبا شيغنيشر مجموعة شانغريلا فندق ومنتجعات في 7 ديسمبر 2012 وهي تقع في الفندق في جناح الحديقة ويقدم علاجات تتأثر التراث المحلي.